# Anton Dreyssig

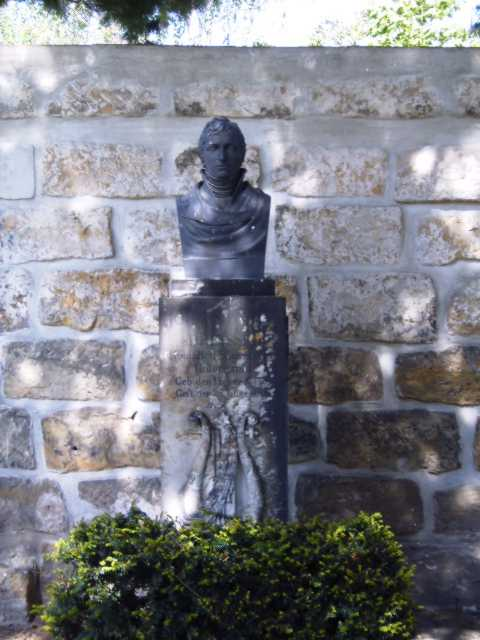
Grab von Anton Dreyssig

Johann Anton Dreyssig (* 13. Januar 1774 in Oberleutersdorf, Oberlausitz; † 28. Januar 1815 in Dresden) war ein deutscher Organist und Chorleiter.
Als Hoforganist am Sächsischen Hof in Dresden gründete er 1807 die Dreyssigsche Singakademie. 1809 wurde in die Dresdner Freimaurerloge „Zum goldenen Apfel“ aufgenommen. Kurz nach seinem 41. Geburtstag gestorben, wurde er auf dem Alten Katholischen Friedhof in Dresden beigesetzt.